# Genevieve Bell
Pour les articles homonymes, voir Bell.
Geneviève Bell (née en 1968) est une anthropologue australienne surtout connue pour son travail à l'intersection de la pratique culturelle et du développement technologique. Bell est la directrice de l'Autonomy, Agency and Assurance Innovation Institute (en) (3Ai), qui a été co-fondé par l'Université nationale australienne (ANU) et le Data61 du Commonwealth Scientific and Industrial Research Organisation (CSIRO), et professeure émérite du ANU College of Engineering and Computer Science ,. Elle est titulaire de la première chaire Florence Violet McKenzie, et est la première Engelbart Distinguished Fellow de SRI International. Bell est senior fellow chez Intel, où elle était auparavant vice-présidente dirigeant le groupe Corporate Sensing & Insights de l'entreprise. Elle est largement publiée et détient 13 brevets.

## Enfance et formation
Fille de l'anthropologue australienne de renom Diane Bell, Genevieve Bell est née à Sydney et a grandi dans diverses communautés australiennes, dont Melbourne, Canberra et plusieurs communautés aborigènes du Territoire du Nord,,. Bell a fréquenté l'université aux États-Unis, où elle est diplômée du Collège Bryn Mawr en 1990 avec un baccalauréat ès arts et une maîtrise en philosophie en anthropologie. Bell a ensuite fréquenté l'Université Stanford à Palo Alto, en Californie, pour des études supérieures,. En 1993, elle a obtenu sa maîtrise à Stanford, suivie d'un doctorat en 1998, tous deux en anthropologie. Sa recherche doctorale s'est concentrée sur l'école industrielle indienne de Carlisle qui fonctionnait dans la Pennsylvanie rurale à la fin du XIXe et au début du XXe siècle.

## Carrière
De 1996 à 1998, Bell a enseigné l'anthropologie et les études amérindiennes à l'Université de Stanford, à la fois dans le département d'anthropologie et le département des sciences anthropologiques, ainsi que dans le programme d'études permanentes.
Elle a été recrutée à son poste de professeur par Intel Corporation en 1998 pour aider à développer leurs compétences naissantes en recherche en sciences sociales dans les laboratoires de recherche et développement avancés,. Elle était basée sur l'un des campus de l'entreprise à Hillsboro, dans l'Oregon, où elle travaillait en tant qu'anthropologue culturelle pour étudier comment différentes cultures du monde utilisaient la technologie,,. Elle et ses collègues ont aidé à réorienter Intel vers une approche davantage inspirée du marché et axée sur l'expérience et elle est largement reconnue pour avoir fait de l'expérience utilisateur une compétence reconnue chez Intel.
Elle a lancé le premier User Experience Group d'Intel en 2005, dans le cadre du Digital Home Group d'Intel. La société l'a nommée Intel Fellow, leur plus haut rang technique, en novembre 2008 pour son travail au sein du Digital Home Group. Elle a rejoint les laboratoires de recherche et développement avancés en 2010, lorsqu'Intel l'a nommée directrice de leur nouveau groupe de recherche sur l'expérience utilisateur. Ce groupe était le premier groupe de recherche et développement d'expérience utilisateur entièrement intégré d'Intel ; ils ont travaillé sur des questions de big data, de transport intelligent, de technologie d'image de nouvelle génération et d'idées sur la peur et l'émerveillement. Après avoir dirigé ce groupe vers une série de succès à l'intérieur et à l'extérieur de l'entreprise, elle a été nommée vice-présidente en 2014 et senior fellow en 2016.
L'impact de Bell a été reconnu à plusieurs reprises en dehors d'Intel. En 2010, elle a été nommée l'une des 25 meilleures femmes technologiques à surveiller par AlwaysOn et l'une des 100 personnes les plus créatives en affaires par Fast Company,. En 2012, Bell a été intronisée au Women in Technology International (en) Hall of Fame  et en 2013, elle a été nommée au prix pour femmes visionnaires de l'Institut Anita-Borg. En 2014, elle a été incluse dans la première liste des femmes influentes dans le domaine de la technologie du magazine Elle  et a également été incluse dans une nouvelle exposition au Design Museum de Londres présentant 25 femmes du monde entier.
Son premier livre, Divining a Digital Future: Mess and Mythology in Ubiquitous Computing, écrit en collaboration avec Paul Dourish (en), est une exploration des aspects sociaux et culturels de l'informatique ubiquitaire, avec un accent particulier sur les questions disciplinaires et méthodologiques qui ont façonné le programme de recherche informatique ubiquitaire. Le livre a été publié par MIT Press en 2011.
Bell était également Penseur en résidence (en) pour l'Australie-Méridionale de 2008 à 2010. Son poste en visite visait à aider à orienter la politique gouvernementale entourant une nouvelle initiative nationale à large spectre. Bell a mené des recherches ethnographiques et développé de nouvelles méthodes de recherche innovantes pour identifier les obstacles à l'adoption et les moteurs de l'adoption du haut débit. Son rapport final, « Se connecter, rester connecté : explorer le rôle des nouvelles technologies dans la société australienne » est disponible en ligne.
Après 18 ans en tant qu'anthropologue résident d'Intel dans la Silicon Valley, Bell est retournée en Australie en 2017 en tant que première des cinq nominations dans le cadre du programme Entrepreneurial Fellowsdu vice-chancelier de l'ANU  Brian P. Schmidt. Elle est professeure distinguée au Collège d'ingénierie et d'informatique de l'ANU (en), où elle se concentre sur « l'exploration de la manière de réunir la science des données, la pensée conceptuelle et l'ethnographie pour conduire de nouvelles approches en ingénierie ; et ... explorer les questions de ce qu'il en est signifie être humain dans une économie et un monde axés sur les données". Elle est la première personne nommée par l'université à la chaire Florence Violet McKenzie, nommée en l'honneur de la première femme ingénieur électricien d'Australie.
En 2017, l'ANU a annoncé un important plan décennal pour conduire l'expansion de son programme en ingénierie et en informatique. L'expansion devait en partie être dirigée par Bell en tant que directeur du tout nouveau Autonomy, Agency and Assurance Innovation Institute (en), connu sous le nom de 3A Institute ou 3Ai, cofondé par l'ANU et le Data61 du  Commonwealth Scientific and Industrial Research Organisation (CSIRO), le plus grand réseau d'innovation de données d'Australie. L'Institut 3A rassemble une équipe diversifiée provenant d'un éventail de disciplines pour s'attaquer à des problèmes complexes autour de l'intelligence artificielle, des données et de la technologie et gérer leur impact sur l'humanité.
En octobre 2017, Bell a présenté les conférences Boyer (en) 2017 de l'ABC, interrogeant ce que cela signifie d'être humain et australien dans un monde numérique. Bell rejoint la liste des éminents Australiens sélectionnés chaque année par l'ABC depuis 1959 pour présenter les conférences annuelles Boyer et stimuler une conversation nationale sur les problèmes sociaux, culturels et politiques de la société australienne contemporaine.
Depuis son retour en Australie, l'expertise de Bell dans le domaine du développement et de la réglementation de l'IA a été reconnue par le gouvernement et l'industrie. Lors des Advance Awards 2016, Bell a reçu le Award for Technology Innovation et le Global Advance Global Australian Award 2016. En octobre 2018, Bell a été élue membre de l'Académie australienne de technologie et d'ingénierie (ATSE), une organisation à but non lucratif qui rassemble des esprits de premier plan en technologie et en ingénierie des secteurs universitaire, gouvernemental et industriel. Elle a également été nommée au Conseil consultatif national pour la science et la technologie parmi d'autres membres, dont le lauréat du prix Nobel et le vice-chancelier de l'ANU Brian Schmidt et le président du premier ministre Scott Morrison. Le conseil est chargé de fournir des conseils d'expert au Premier ministre et aux autres ministres sur les défis scientifiques et technologiques auxquels l'Australie est confrontée.
En janvier 2019, Bell a été nommée administrateur non exécutif indépendant du Commonwealth Bank of Australia Board.
Le 22 janvier 2020, Bell a été nommée premier Engelbart Distinguished Fellow par SRI International. La bourse porte le nom de Douglas Engelbart, un pionnier de l'informatique moderne, et récompense les « visionnaires qui perturbent la manière traditionnelle dont nous interagissons et percevons la technologie » du monde entier. Peu de temps après, Bell a été nommée Officier de l'Ordre de l'Australie dans le cadre de l'Australia Day Honors 2020 (en) pour services distingués rendus à l'éducation, en particulier aux sciences sociales et à l'anthropologie culturelle.